# Walter M. Scott
Walter M. Scott (7 noiembrie 1906, Cleveland, Ohio – 2 februarie 1989, Los Angeles, California) a fost un decorator cinematografic american care a lucrat la filme precum Sunetul muzicii și Butch Cassidy și Sundance Kid.
Scott s-a bucurat de o carieră spectaculoasă la Hollywood, lucrând la peste 280 de filme. El a câștigat șase premii Oscar pentru decoruri și a fost nominalizat la încă cincisprezece.
El și-a început cariera în filmele de categoria B în 1939 și până în 1945 realizase proiecte de înalt profil, cum ar fi Dolly Sisters. 
Prima lui nominalizare la Premiul Oscar a venit în 1950 pentru decorurile dramei Totul despre Eva a lui Joseph L. Mankiewicz. 
Cele șase premii Oscar ale lui Scott au fost pentru realizarea reconstrucției Romei Antice în Tunica (1953) și Cleopatra (1963), pentru recrearea elaborată a palatului regal din Siam în filmul The King and I în 1956, pentru decorarea spațiului îngust ocupat de o familie de evrei neerlandezi în Olanda din timpul războiului în Jurnalul Annei Frank (1959), pentru decorurile futuriste din Călătorie fantastică în 1966 și pentru o tapiserie bogat decorată din Hello, Dolly! în 1969. 
Ultimul său film a fost Ace Eli and Rodger of the Skies în 1973.